# Јама
Јама је вертикална геоморфолошка формација (шупљина) у крашком рељефу, нагиба 45—90°. Крашки рељеф је састављен искључиво од карбонатних стена, на које вода има кључан утицај. Јаме, као један од облика крашког рељефа, најчешће су предиспониране неком тектонском активности (пукотина, расед), коју вода касније продубљује и обликује у складу са локалним морфолошким, плувиометријским и климатским карактеристикама.

## Постанак јама
У Античкој Грчкој се сматрало да јаме настају услед честих земљотреса (Аристотел, Страбон). Знатно касније је њихово стварање доведено у везу са деловањем крашког процеса. Јован Цвијић је прихватио корозивно порекло јама, сматрајући их обликом одређене морфолошке и хидролошке еволуције краса.
Стварање јама је везано за крашки процес. Водени токови се спуштају дуж пукотина, вода раствара кречњак и постепено проширује зидове. Последица је интензивно скрашћавање, тако да површинско отицање постепено престаје и преображава се у подземно. Сада подземни токови врше интензивну корозију у унутрашњости јаме. Дакле у процесу настанка јама учествују хемијска и механичка ерозија понирућих вода.

## Класификација јама
Јаме се деле на према степену утицаја крашке ерозије на:
- Крашке јаме - Настале су искључивим деловањем крашке ерозије, коју врши кишница, сочница и снежница, интезивним прокапавањем у њену дубину. У овим јамама нема подземних токова тако да су то суве јаме. Веома су бројне и честе у красу. Пример за крашку јаму је Дубоки до на ободу Његушког поља у Црној Гори.

Крашке јаме се деле у две подгрупе:
- Звекаре - плитке јаме које се завршавају на дну мањом двораном у виду пећине. Типски пример је Стара Звекара код Ужица.
- Бездани - јаме са једноставним каналом, знатне дубине, који се на дну завршава непроходном пукотином. Типски пример су јаме на крашкој површи Валожје на Сувој планини.

Посебан тип крашких јама су и снежнице и леденице. Снежнице су јаме у којима се током зиме гомила снег и задржава у њој захваљујући слабој циркулацији ваздуха и ниским температурама. Леденице су јаме у чијим најдубљим деловима су температуре током целе године негативне, па се ствара лед. Типски примери су Добра Леденица, Зла Леденица и Гаура Фрнђефунд на Кучају.
- Саломне јаме - Настају урушавањем кречњачких слојева дуж пукотина поткопаних ерозијом. Овакве јаме су најчешће мањих дубина и на дну се налази обрушени материјал у виду купе. Тиспки пример је јама Падирак у Француској.
- Понори - Ове јаме су карактеристичне по томе што се у њима губе површински токови река. Ово су врло чести крашки облици. Најбољи примери су Сливље у Никшићком пољу и Ивков понор на Бељаници.

- Сифонске јаме - Представљају асцендентне канале и инверсне краке великих сифона подземних речних токова. Услед великог хидростатичког притиска вода се у њима креће узлазно и избија на површини у виду снажног врела. Тиспки пример је чувено врело Воклиз у Француској. Код нас је најпознатије врело реке Млаве, Жагубичко врело. Сифонске јаме се према интензитету истицања воде деле на сталне и периодске.
- Вигледи - То су јаме у пећинским таваницама. Јављају се на улазима пећина. Могу настати на неколико начина - деловањем корозије (то су заправо крашке јаме); обурвавањем (саломне јаме) и деловањем воденог тока (сифонска јама). У Србији их има у Боговинској пећини, недалеко од Бољевца.

Према броју канала, јаме се деле на просте (један) и сложене (више канала).

## Јаме у свету
Најдубља јама на свету је Миоролда у Француској, 1733 m. Следе Вороња у Грузији - 1710 m и Лампрехтсофен Фогелшахт у Аустрији - 1632 m. Дубоких јама има и у Шпанији, Словенији, Мексику итд.

## Јаме у Србији
| назив             | локација | дубина (m) |
| ----------------- | -------- | ---------- |
| Ракин понор       | Мироч    | 285        |
| Јама на Дубашници | Кучај    | 276        |
| Јама у Ланишту    | Мироч    | 272        |
| Фаца Шора         | Мироч    | 266        |
| Ибрин понор       | Мироч    | 239        |

Међу 5 најдубљих јама и јамских система у Србији само једна се не налази на планини Мирочу. То је друга јама по дубини, на Дубашници на планини Кучају. Најдубља јама је Ракин понор на Мирочу дубине 285 m. Следе је поменута јама на Дубашници и јама у Ланишту.